# Clara e o Chuveiro do Tempo
Clara e o Chuveiro do Tempo é uma série de televisão infantil produzida e exibida pela TV Globo de 18 de dezembro de 2005 a 8 de janeiro de 2006, em 4 capítulos.
Foi escrita por Cláudia Levay, Max Mallmann e Teresa Frota, com redação final e direção geral de Márcio Trigo.

## Sinopse
Clara é uma doce menina que vive em Santana dos Caracóis com seus avós Bila e Teodoro. Teodoro é um inventor de mão cheia que transforma o chuveiro em máquina do tempo que traz um personagem da história, para ajudar a protagonista a não ser reprovada em História. Um dia o avô da menina desaparece e Clara assume junto com seu amigo Nico a procura pelo seu avô que ficou perdido e terá a missão de consertar o “chuveiro do tempo” para resgatar o avô. Um dos personagens dizem que viram Teodoro.

## Elenco
| Interprete          | Personagem            |
| ------------------- | --------------------- |
| Bianca Salgueiro    | Clara Mendes          |
| Eva Wilma           | Vó Bila               |
| Flávio Migliaccio   | Vô Teodoro            |
| Lara Rodrigues      | Bárbara               |
| Thiago de Los Reyes | Túlio Figueredo       |
| Camila Zambelli     | Tizandra Soares (Tiz) |

### Participações especiais
| Interprete              | Personagem                  |
| ----------------------- | --------------------------- |
| Reinaldo                | Santos Dumont               |
| Jorge Teixeira          | Pablo                       |
| Vanessa Giácomo         | Lia                         |
| Pedro Neschling         | Elvis Presley               |
| Osmar Prado             | Napoleão Bonaparte          |
| Cléo Pires              | Cleópatra                   |
| Luiz Guilherme          | Otacílio                    |
| Paulo Betti             | Leonídio Conceição          |
| Luciana Vendramini      | Mãe de Tiz                  |
| Gilberto Miranda        | Isidorio                    |
| Maria Mariana Azevedo   | Cindy                       |
| Bel Kutner              | Mariana                     |
| Goiaba                  | Goiaba                      |
| Thiago Oliveira         | Tico                        |
| Jéssica Marina          | Cris                        |
| Juliana Mesquita        | Nina                        |
| Adrielle Isidório       | Alexia (Baixista da Poppie) |
| Gláucio Gomes           | Taveira                     |
| Jefferson do Nascimento | Bel                         |
| Martha Moreira Lima     | Cássia                      |
| Clara Mello             | Sandrinha                   |
| Adriana Imbu            | Larissa                     |
| Rafael Rodrigo          | Paxá                        |

## Exibição

### Reprises
Foi reprisado de 8 de outubro de 2011 aos sábados no Viva e em dezembro de 2013 no Gloob.
Foi reprisada pela segunda vez no Viva de 6 a 27 de fevereiro de 2021 na faixa das 20h30mim de sábado, substituindo Terra dos Meninos Pelados e sendo substituída por Mulher.

### Outras Mídias
Em 2 de outubro de 2023, foi disponibilizada na íntegra pelo Globoplay, como parte do Projeto Resgate.